# Којн (Ајова)
Којн (енгл. Coin) град је у америчкој савезној држави Ајова. По попису становништва из 2010. у њему је живело 193 становника.

## Демографија
Према попису становништва из 2010. у граду је живело 193 становника, што је -59 (-23.4%) становника више него 2000. године.
| Група             | 2000.       | 2010.       |
| Белци             | 249 (98,8%) | 173 (89,6%) |
| Афроамериканци    | 0 (0,0%)    | 0 (0,0%)    |
| Азијати           | 0 (0,0%)    | 0 (0,0%)    |
| Хиспаноамериканци | 2 (0,8%)    | 14 (7,3%)   |
| Укупно            | 252         | 193         |